# Murge

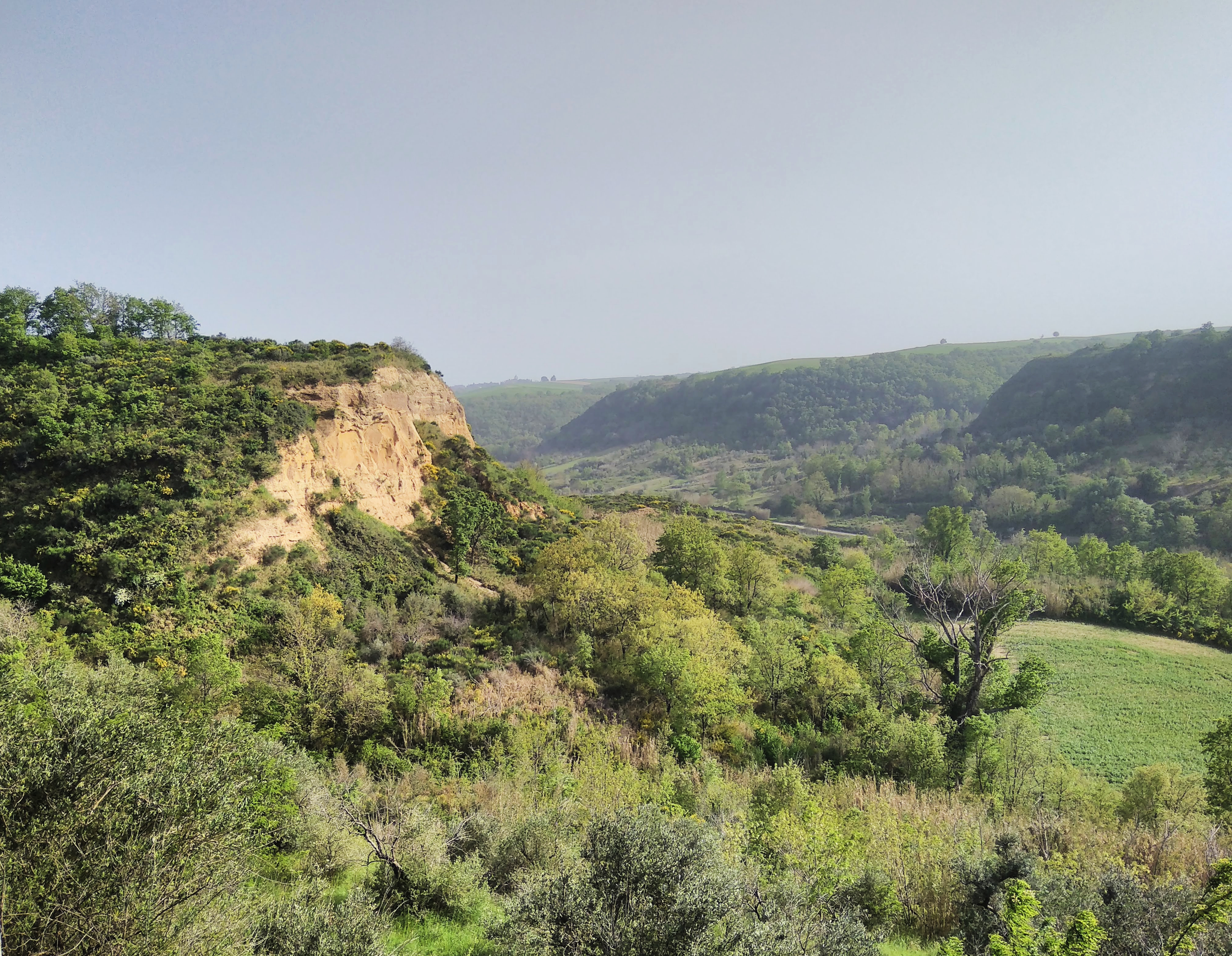
Landschaft der Murge

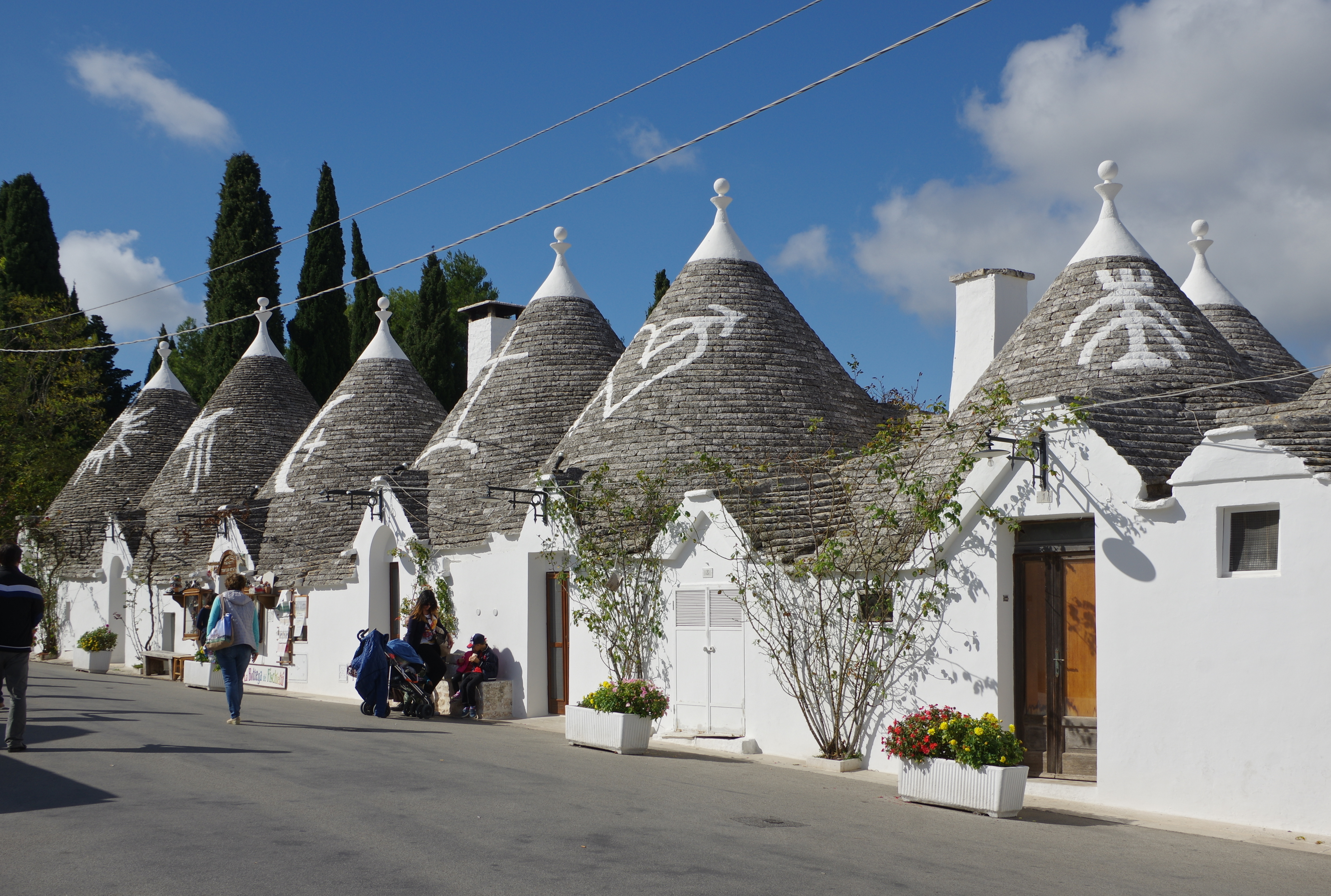
Typische Trulli in Murge

Murge bedeutet „hohes felsiges Land“ und ist eine rechteckige Kalkhochebene in der Mitte Apuliens und im Osten der Basilikata. Das Gebiet liegt hauptsächlich in der Metropolitanstadt Bari im Norden und im Süden in den Provinzen Tarent und Brindisi.
Sie liegt zwischen dem Lauf des Flusses Ofanto im Norden und der sogenannten messapischen Schwelle (eine Senke, die an der Linie Taranto–Brindisi entlang läuft und die Murge vom Salento trennt) im Süden. Sie unterteilt sich in Murge basse, den felsigsten Teil, und Murge alte, wo die Erde fruchtbar und grün ist. In dieser Region gibt es keinen Wasserlauf an der Oberfläche, aber reiche unterirdische Wasserläufe und auffällige Karst-Phänomene wie z. B. die Grotten von Castellana.
Die wichtigsten Zentren sind: Alberobello, das berühmt für die Eigenschaften seiner Wohnungen, der sogenannten Trulli, ist Martina Franca, Altamura, Gravina in Puglia, Gioia del Colle, Ruvo di Puglia, Acquaviva delle Fonti (übersetzt: reich an Grundwasser), Ostuni, Cisternino, Noci und Matera.
Auf knapp 680 km² erstreckt sich der Nationalpark Alta Murgia.
Insgesamt etwa 150 km² der Region werden als Truppenübungsplätze genutzt. Neben dem Hauptplatz Torre di Nebbia (nordöstlich von Spinazzola) bestehen die Nebenplätze Madonna del Buoncammino nördlich von Altamura, Parisi Vecchio nördlich von Gravina in Puglia, La Sentinella südwestlich von Toritto und Monte Scorzone östlich von Minervino Murge.